# Maryprocessa
Maryprocessa is een geslacht van kreeftachtigen uit de klasse van de Malacostraca (hogere kreeftachtigen).

## Soort
- Maryprocessa pippinae (Wicksten & Méndez, 1985)